# اغیل ن اومکون
اغیل ن اومکون (به فرانسوی: Ighil n'Oumgoun) یک کومون در مراکش است که در استان تنغیر واقع شده‌است. اغیل ن اومکون ۱۹٬۱۸۲ نفر جمعیت دارد.